# Sydlig kvastmossa
Sydlig kvastmossa (Dicranum fulvum) är en bladmossart som beskrevs av W. J. Hooker 1819. Sydlig kvastmossa ingår i släktet kvastmossor, och familjen Dicranaceae. Arten är reproducerande i Sverige. Inga underarter finns listade i Catalogue of Life.

## Bildgalleri

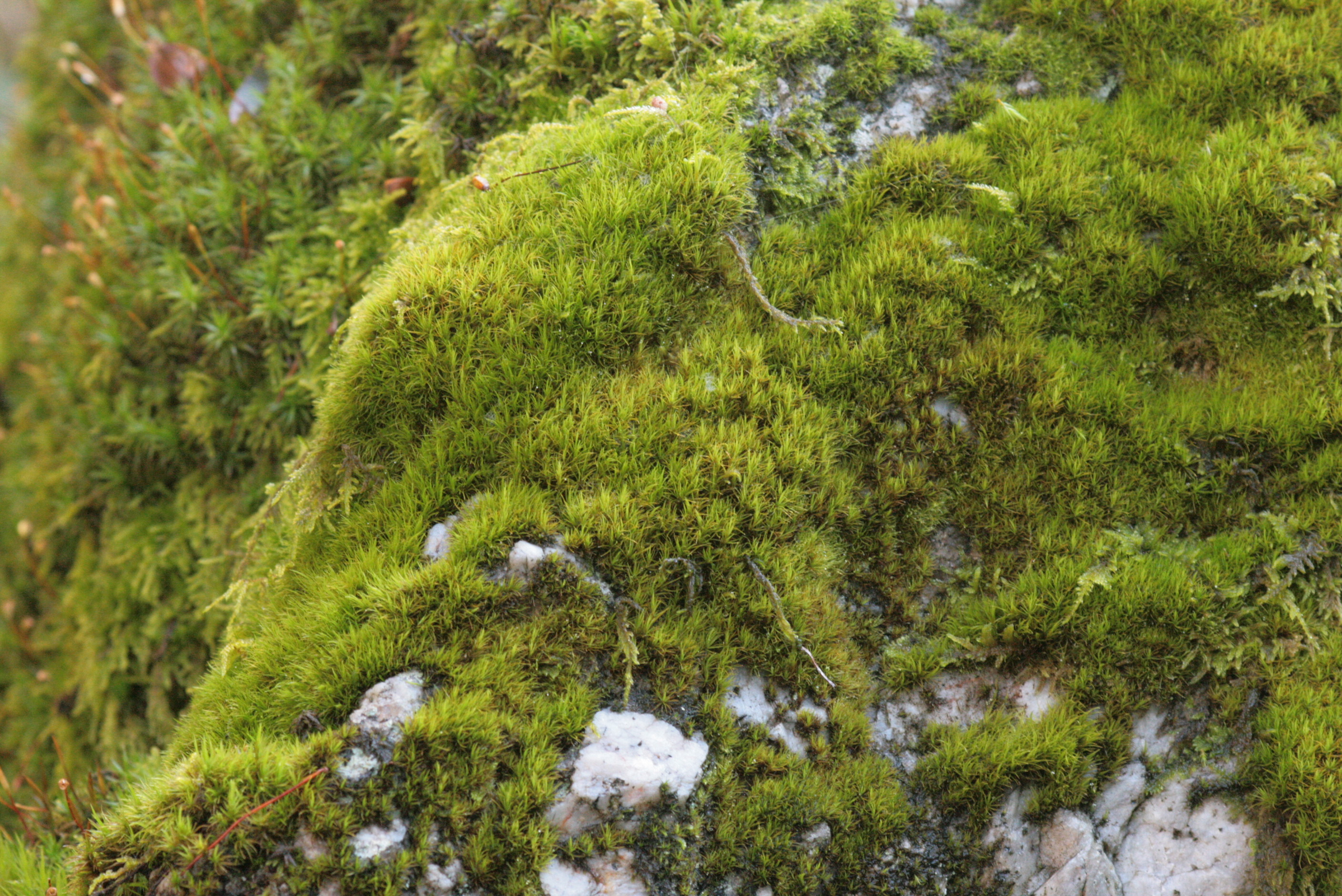
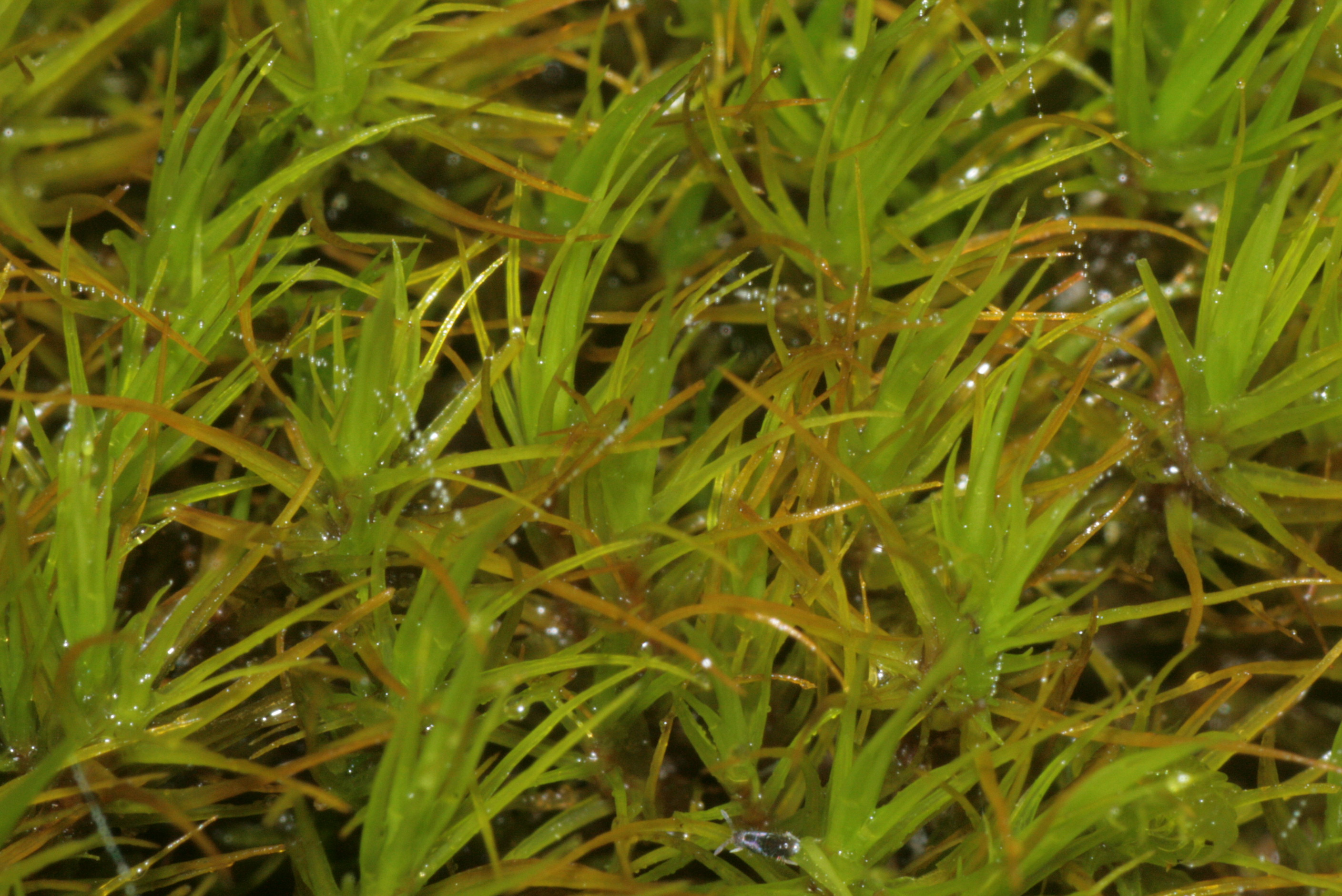
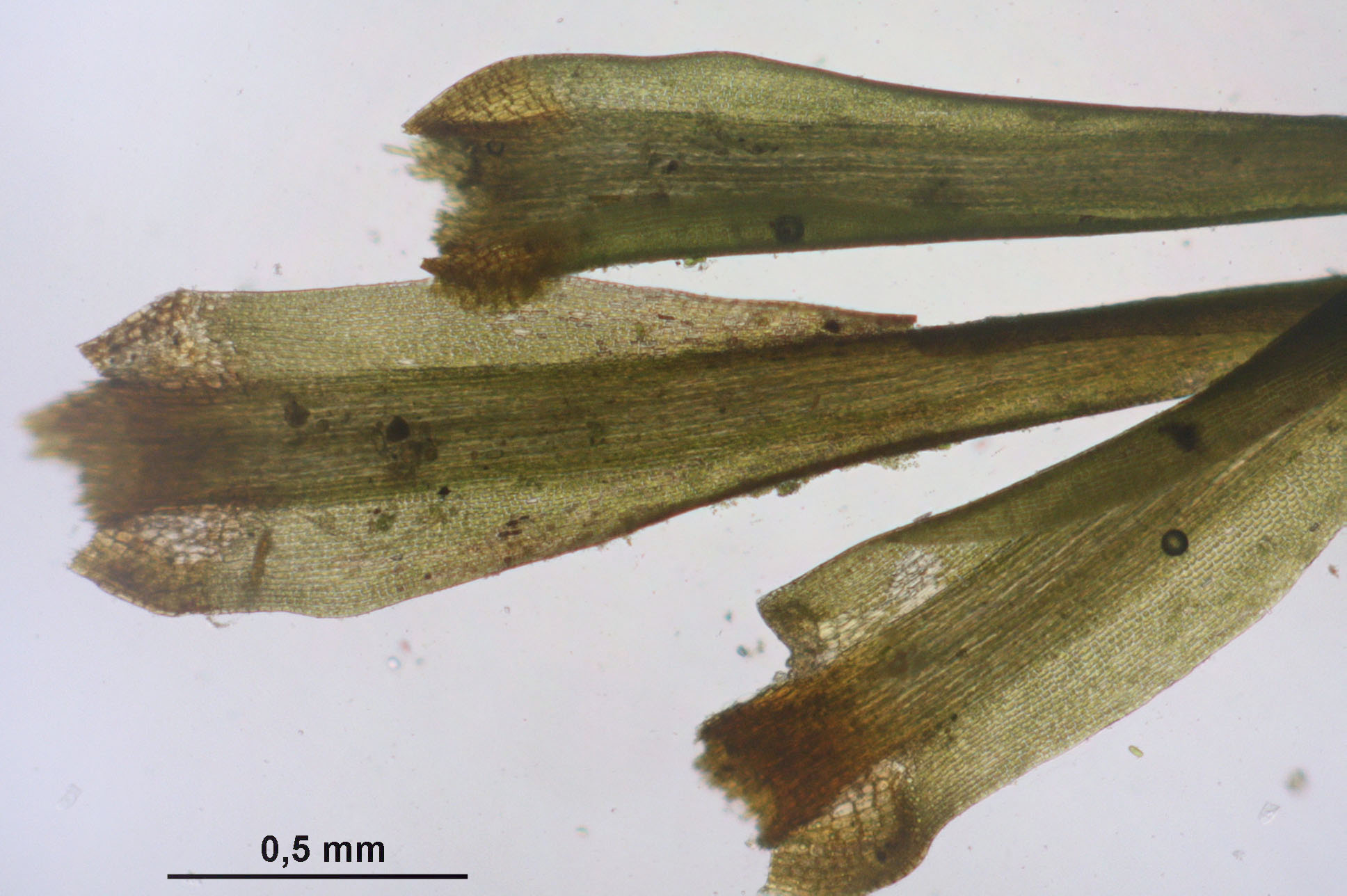
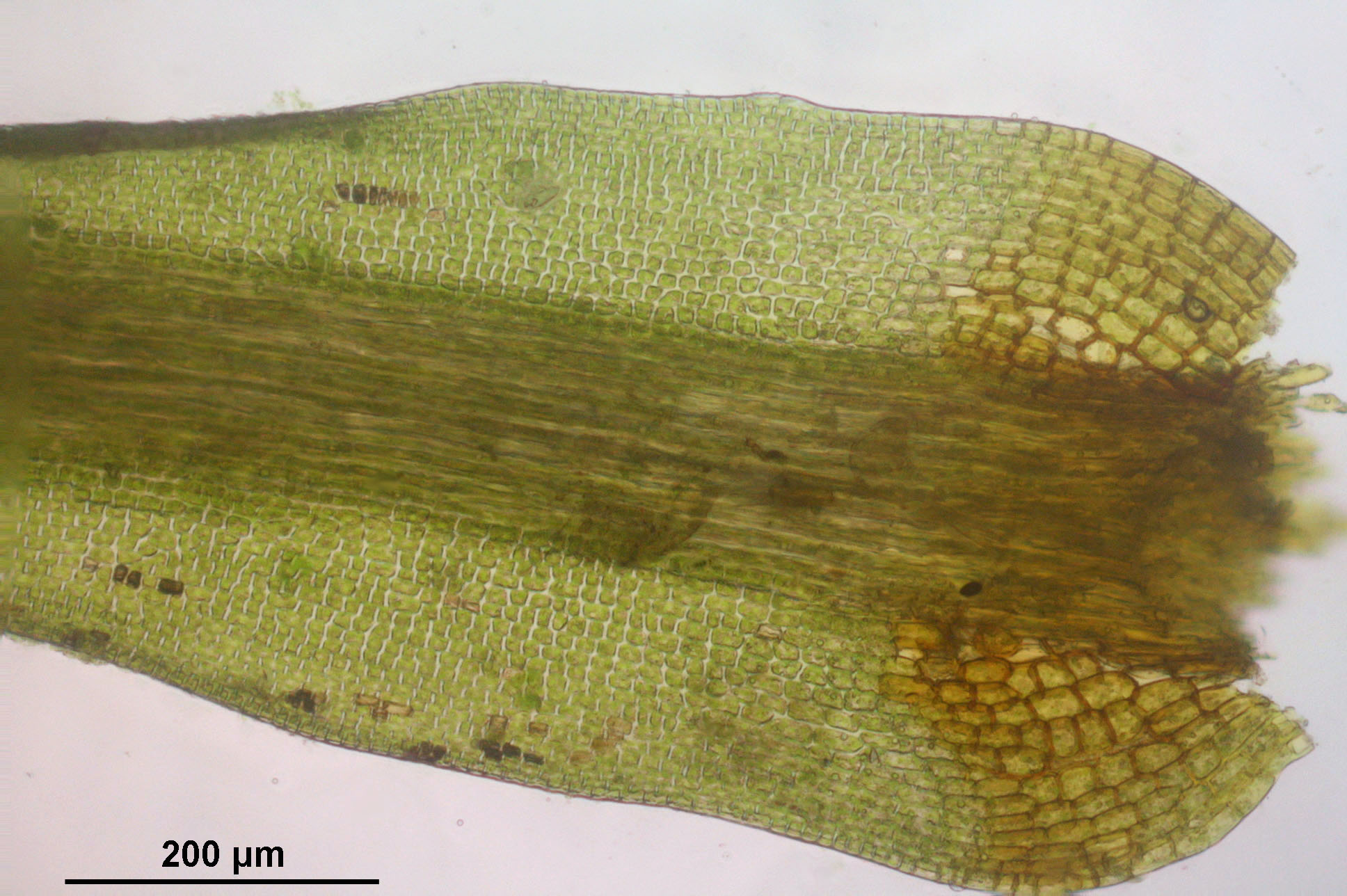
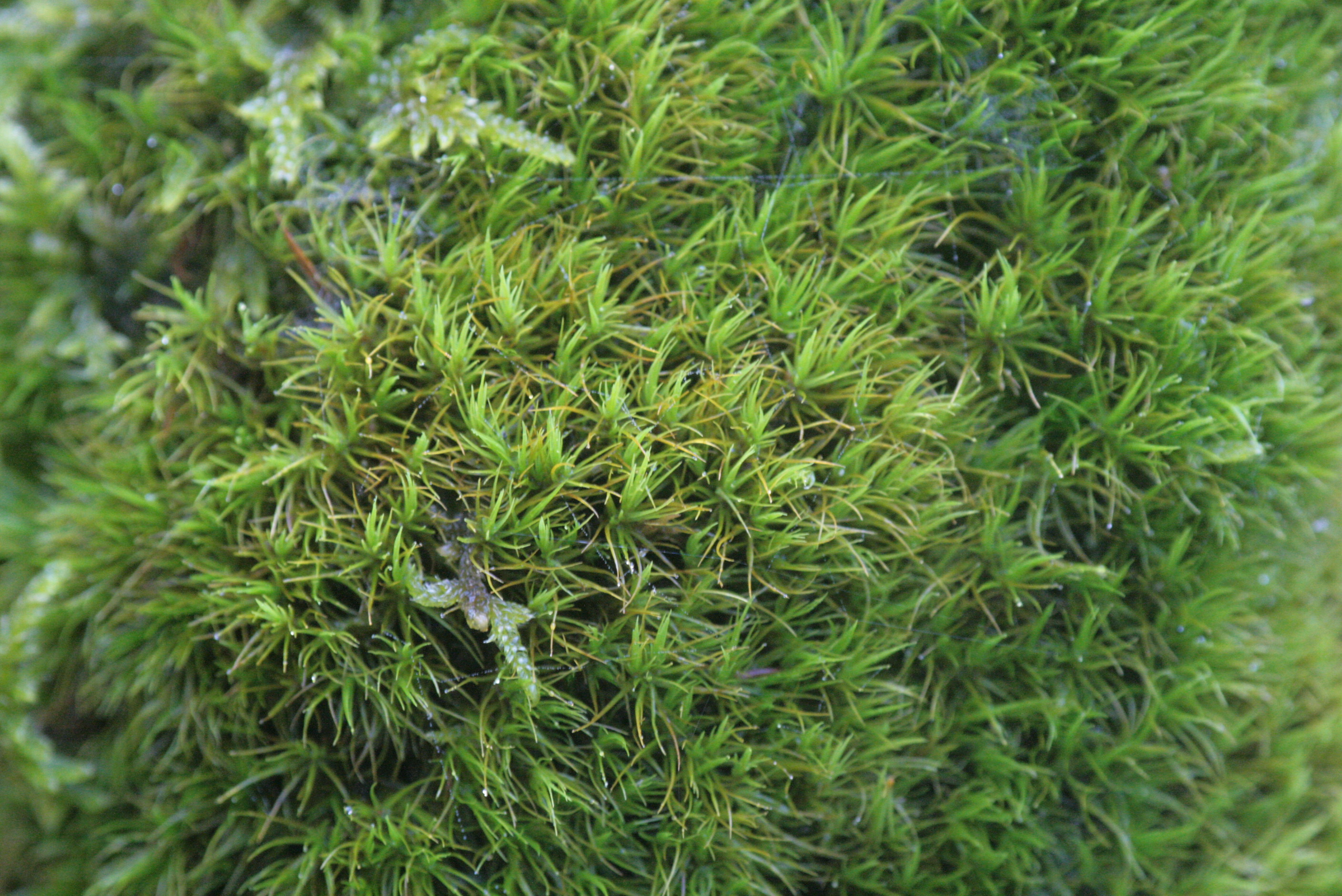
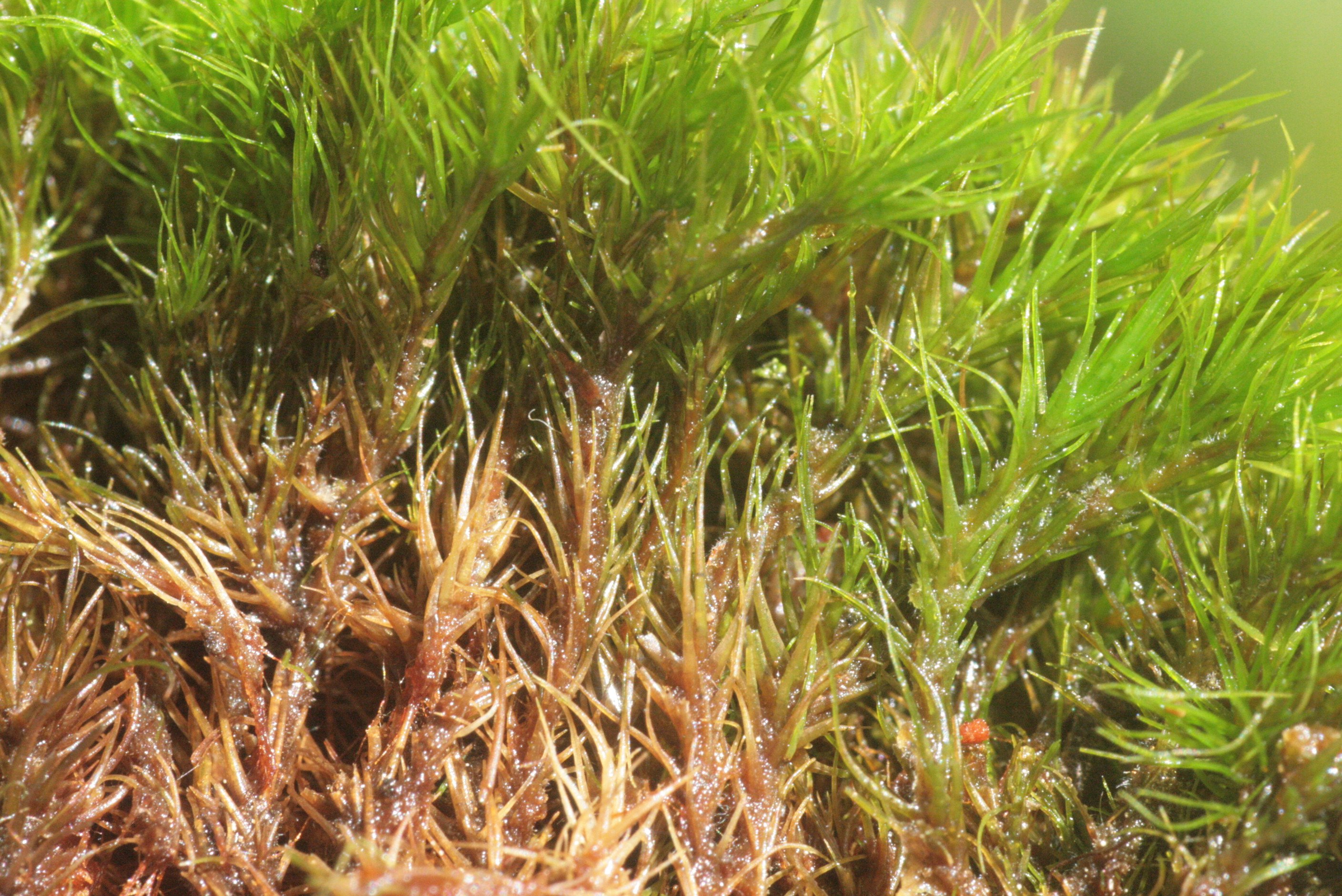